# ザ・タワーズフロンティア札幌
ザ・タワーズフロンティア札幌（ザ・タワーズフロンティアさっぽろ）は、札幌市中央区北3条東5丁目に所在する超高層マンションである。

## 概要
2005年（平成17年）に操業停止した北海道ガスの旧札幌工場跡地の高度利用を進めることを目的とした「北4東6周辺地区第一種市街地再開発事業」の一環として大和ハウス工業、住友不動産、大京の3社によって開発・分譲された。
7,667.98㎡の敷地面積に、地上21階、地下1階、高さ69.99ｍの南棟（サウスタワー）・北棟（ノースタワー）の2棟が建設されている。
総戸数275戸で南棟の1階部分にはゲストルームとテナントスペースがある。
両棟とも空中歩廊でサッポロファクトリーと札幌市中央体育館（北ガスアリーナ札幌46（ヨンロク））に直結しており、当マンションの管理費には空中歩廊の管理費も含まれている。

## 建築・施工
- 2015年（平成27年）3月26日 - 北4東6周辺地区第一種市街地再開発事業策定
- 2017年（平成29年）4月3日 - 着工
- 2019年（令和元年）9月 - 竣工

## 内部
- 地下1階 トランクルーム
- 1階 エントランス、コンシェルジュデスク、ゲストルーム、ペット洗い場、共用便所、テナントスペース
- 2階 エントランス（空中歩廊と接続）、住居
- 3階～21階 住居
- 屋上 ヘリポート

## 周辺施設
- サッポロファクトリー
- 札幌市中央体育館